# Доња Лужица
Доња Лужица (длсрп. Dolna Łužyca, чеш. Dolní Lužice) историјска је област у средњој Европи, која се протеже од југоистока њемачке покрајине Бранденбург до југозапада Војводства лубушког у Пољској. Као сусједна Горња Лужица, Доња Лужица је област насељена Лужичким Србима, западнословенским народом, који говоре угроженим доњолужичкосрпским језиком, који је сличан горњолужичкосрпском и пољском језику.